# Vermählungs-Toaste
Vermählungs-Toaste, op. 136, är en vals av Johann Strauss den yngre. Den spelades första gången den 28 juni 1853 i Wien.

## Historia
Den 18 juni 1853 ägde gifte sig prins Albert av Sachsen med prinsessan Carola av Wasa, barnbarn till kung Gustav IV Adolf av Sverige, i Dresden. Tio dagar senare (28 juni) anordnade Johann Strauss den yngre en fest med namnet "Erinnerung an Dresden" (Minnen från Dresden) i Volksgarten och till denna festlighet framförde han den nykomponerade valsen Vermählungs-Toaste, vilken var tillägnad brudparet. 

## Om valsen
Speltiden är ca 7 minuter och 13 sekunder plus minus några sekunder beroende på dirigentens musikaliska tolkning.

## Weblänkar
- Vermählungs-Toaste i Naxos-utgåvan.